# Rue Gabriel-Péri (Villeurbanne)
Pour les articles homonymes, voir Rue Gabriel-Péri.
La rue Gabriel-Péri est une voie de la commune française de Villeurbanne, située dans le quartier des Charpennes.

## Situation et accès
Voies adjacentes
En partant de l'ouest, le cours Tolstoï croise les voies suivantes :
- cours Émile-Zola ;
- cours André-Phillip ;
- rue des Charmettes ;
- rue Étienne-Gagnaire ;
- rue Francis-de-Pressensé ;
- place Wilson.

## Origine du nom
Elle porte le nom du journaliste Gabriel Péri (1902-1941), arrêté comme résistant et fusillé comme otage.

## Historique
La rue Gabriel-Péri est une des plus anciennes rues de Villeurbanne. C'était en effet la rue principale du faubourg des Charpennes, un des faubourgs qui constitueront la commune de Villeurbanne à la Révolution. Elle s'est appelée grande-rue des Charpennes jusqu'en 1990, date à laquelle elle a reçu le nom de Gabriel Péri (1902-1941), qui venait d'être enlevé à la place sur laquelle elle aboutit, rebaptisée Charles Hernu après la mort de ce maire de Villeurbanne.